# Brad Greenquist
Brad Greenquist (* 8. Oktober 1959) ist ein US-amerikanischer Schauspieler.

## Leben
Er spielte unter anderen in Stephen Kings Friedhof der Kuscheltiere (Pet Sematary), in Tagebuch der Ellen Rimbaue sowie in diversen Fernsehsendungen wie Charmed – Zauberhafte Hexen oder Emergency Room – Die Notaufnahme. Ab 1990 war er als Gaststar in zahlreichen US-amerikanischen Fernsehserien zu sehen.

## Filmografie (Auswahl)
- 1984: Mutants in Paradise
- 1987: Das Schlafzimmerfenster (The Bedroom Window)
- 1989: Friedhof der Kuscheltiere (Pet Sematary)
- 1997: Gangland – Cops unter Beschuß (Gang Related)
- 1999: Wer Sturm sät (Inherit the Wind, Fernsehfilm)
- 2000: Lost Souls – Verlorene Seelen (Lost Souls)
- 2001: Diagnose: Mord (Diagnosis: Murder; Fernsehserie, Episode: Gefährlicher Tanz)
- 2003: Momentum
- 2003: Das Tagebuch der Ellen Rimbauer (The Diary of Ellen Rimbauer, Fernsehfilm)
- 2004: Stargate (Fernsehserie Folge 151)
- 2007–2008: Moonlight (Fernsehserie)
- 2009: Across the Hall
- 2016: A Beginner's Guide to Snuff
- 2017: Annabelle 2 (Annabelle: Creation)
- 2019: Now is Everything
- 2020: Ruf der Wildnis (The Call of the Wild)

Computerspiele
- 1995: Gabriel Knight 2: The Beast Within
- 1997: Wing Commander: Prophecy